# Batrachoseps attenuatus
Batrachoseps attenuatus (tên tiếng Anh: California slender salamander) là một loài kỳ giông không phổi được tìm thấy ở các vùng núi ven biển của bắc California, Hoa Kỳ cũng như ở một vài vùng phía tây chân đồi của Sierra Nevada, California, bắc thung thũng trung California, và ở cực tây nam Oregon.